# 奇普羅夫齊市鎮
43°23′N 22°50′E / 43.383°N 22.833°E

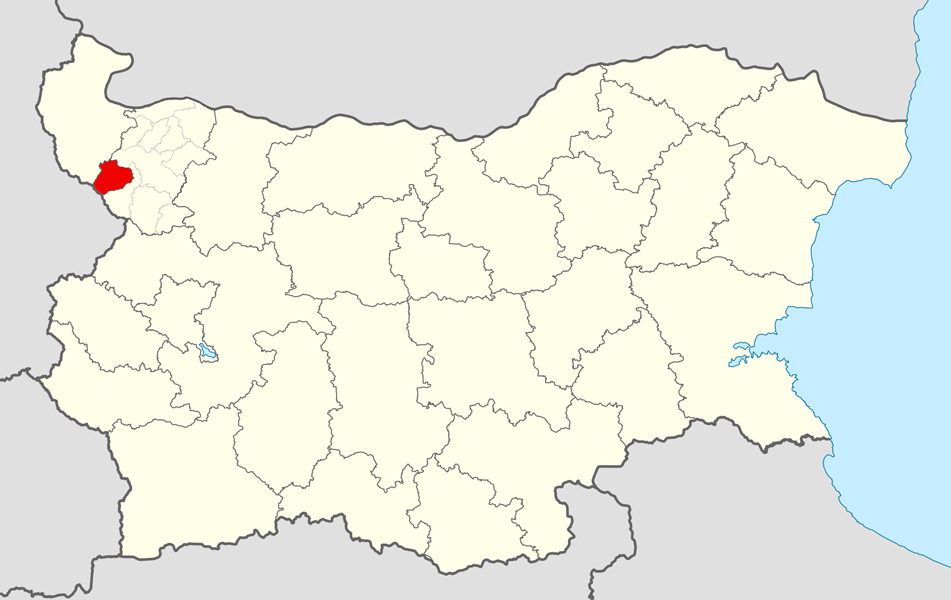

奇普羅夫齊市，是保加利亞的城鎮，位於該國西北部，由蒙塔納州負責管轄，首府設於奇普羅夫齊，面積287平方公里，2011年人口3,657，人口密度每平方公里12.7人。